# Theadelphia
Theadelphia is een Oud-Egyptische stad in regio Fajoem en ligt 8 km van het Moeris-meer af. Tegenwoordig staat de plek bekend als Batn Ihrit.
De archeologische site bevat de ruïnes van een Ptolemaeesche tempel van de Egyptische krokodilgod Pnepheros. De vondsten uit het gebied zijn te bezichtigen in het Egyptische Museum te Caïro. Deze omvatten o.a. een houten deur opgedragen door een burger uit Alexandrië in 137 v. Chr, maar ook fresco's van de tempelmuren.
Theadelphia ligt in het oosten van de Fajoemvallei en op 8 km van het Moeris meer. Het ligt aan de rand van de vruchtbare grond. 

## Papyri
Er zijn 3 archieven van papyri die gelinkt worden met Theadelphia. Twee archieven bevatten vooral administratieve informatie wat ons veel leert over het administratief systeem in ongeveer de eerste 4 eeuwen na Christus. Een derde archief gaat over een familiebedrijf van pachters. Dit archief leert ons veel over het systeem van een bedrijf in die tijd.

### Administratief archief van Theadelphia
Dit archief bevat 93 papyri. Velen hiervan gaan over belastingen of betalingen, maar er zijn andere exemplaren zoals lijsten met ezelsbezitters of met mensen die landbouwgrond (wijngaarden) bezitten. De papyri omvatten de periode van 98-225 na Christus.

### Tomos synkollesimos
Een tomos synkollesimos is een bundel van samengeplakte  papyri. In Theadelphia zijn er zo een aantal gevonden. Deze bundels betreffen opnieuw vooral administratieve zaken. Zo is er onder andere een exemplaar gevonden met drie doodsaankondigingen. Een ander exemplaar bevat 6 certificaten, elk voor een penthemeros (vijf dagen werk).

### Schapenpachters van Theadelphia
Dit archief bevat 19 papyri van een bedrijf van schapenpachters uit Theadelphia in de 3de en 4de eeuw na Christus (260-306). De broers Neilammon en Kalamos zijn gespecialiseerd in het pachten van schapen. Dankzij de papyri weten we dat ze de schapen hebben gepacht van Antonius Philoxenos, Flavia Isidora en Valeria Elpinike (Philoxene). De broer Kalamos had een zoon, Pabous, die ook voor het bedrijf werkte. 